# Розстайне
Розста́йне, в прошлом — Ростайне (пол.  Rozstajne, русин.  Ростайне) — село в Польше на территории гмины Кремпна Ясленского повета Подкарпатского воеводства.

## География
Розстайне располагается в долине реки Вислока при устье притока Рыяк и находится в 8 км от административного центра гмины села Кремпна, 29 км от города Ясло и 73 км от Кракова.

## История
До акции «Висла» (1947 г.) в селе проживали лемки, некоторые из которых были переселены на Украину в район Львова и Тернополя, а другие — на западные территории послевоенной Польши.
В 1975—1998 года село входило в Кросненское воеводство.

## Источник
- Rostajne/ Słownik geograficzny Królestwa Polskiego i innych krajów słowiańskich, XI, 1890.